# Artur Burszta
Artur Burszta (ur. 25 sierpnia 1972) – menadżer kultury, redaktor naczelny i właściciel Biura Literackiego.
Wydawca blisko pół tysiąca książek, w tym m.in. utworów Tymoteusza Karpowicza, Jacka Dehnela, Romana Honeta, Jerzego Jarniewicza, Krystyny Miłobędzkiej, Andrzeja Sosnowskiego, Marty Podgórnik, Tadeusza Różewicza, Eugeniusza Tkaczyszyna-Dyckiego i Rafała Wojaczka.

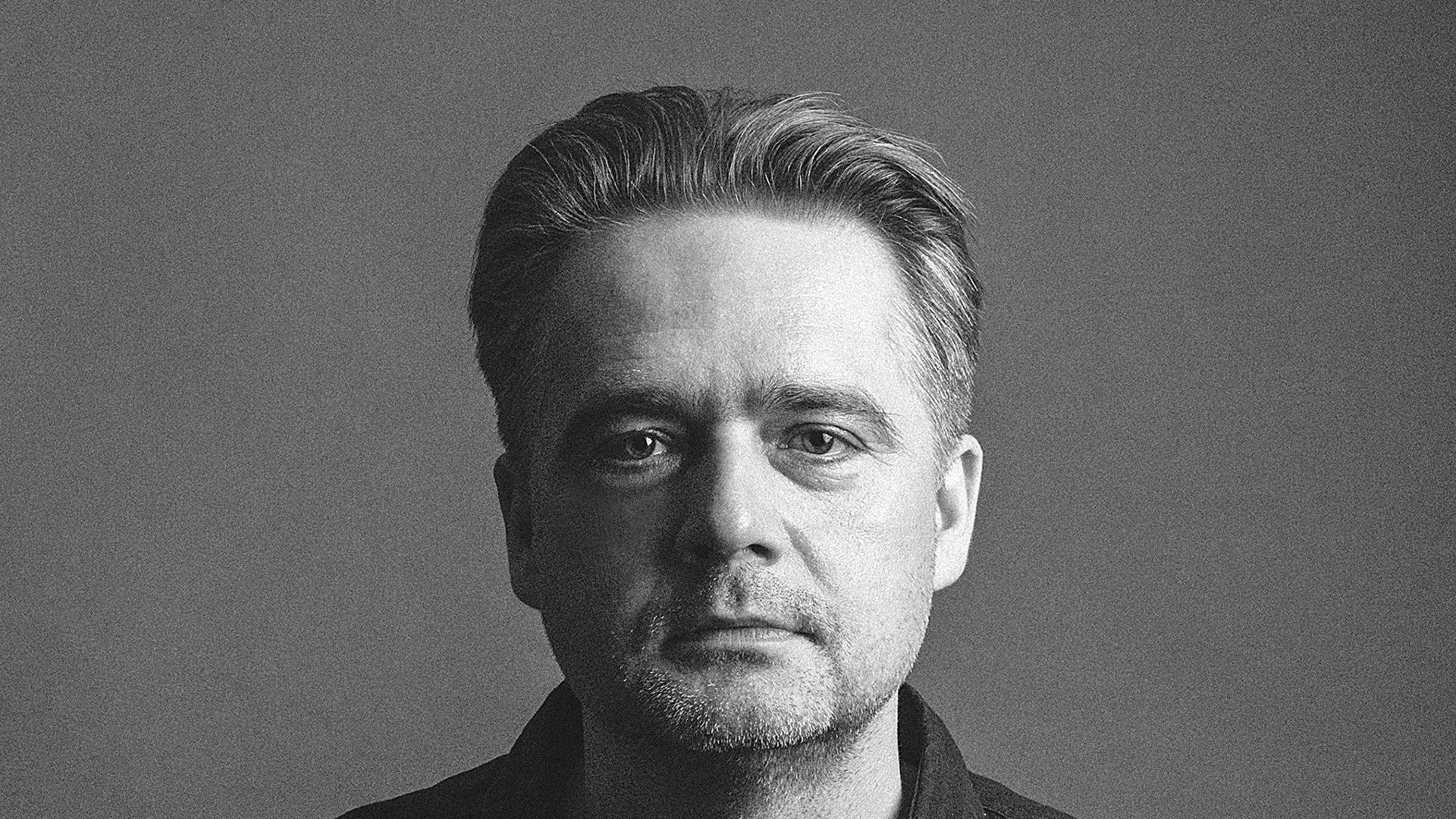
Artur Burszta (2019)

Działacz samorządowy w latach 1990–1998. Realizator w latach 1993–1995 wraz z Berliner Festspiele Niemiecko-Polskich Spotkań Pisarzy. Od 1996 roku dyrektor festiwalu literackiego organizowanego jako Fort Legnica, od 2004 – Port Literacki Wrocław, od 2016 – Stacja Literatura w Stroniu Śląskim, a od 2022 – TransPort Literacki w Kołobrzegu. Autor programów telewizyjnych „Poezjem” oraz „Poeci”, a także filmu „Dorzecze Różewicza”.
Pomysłodawca Wrocławskiej Nagrody Poetyckiej Silesius. Współtwórca Literary Europe Live – organizacji zrzeszającej europejskie instytucje kultury i festiwale literackie. Organizator Europejskiego Forum Literackiego (2016 i 2017). Inicjator krajowych i zagranicznych projektów, z których najbardziej znane to: „Komiks wierszem”, „Krytyk z uczelni”, „Kurs na sztukę”, „Nakręć wiersz”, „Nowe głosy z Europy”, „Połów. Poetyckie i prozatorskie debiuty”, „Pracownie literackie”, „Szkoła z poezją”.
Pomysłodawca starań Kołobrzegu w konkursie o tytuł Europejskiej Stolicy Kultury 2029. Autor filarów programowych kołobrzeskiej aplikacji.
Wyróżniony m.in. nagrodą Sezonu Wydawniczo-Księgarskiego IKAR „za odwagę wydawania najnowszej poezji i umiejętności docierania z nią różnymi drogami do czytelnika” oraz nagrodą Biblioteki Raczyńskich „za działalność wydawniczą i żarliwą promocję poezji”.